# Лонгјербијен
Лонгјербијен (норв. Longyearbyen) је највећи и главни град норвешке прекоморске територије Свалбард. Насеље се налази на Шпицбергену, највећем острву Свалбарда односно Шпицбершких острва. У насељу живи 2.368 становника према попису из 2019. У граду живе углавном Норвежани и Руси. Током 2015. године насеље је погодила лавина која је уништила више кућа. Налази на више од 78 степени северне географске ширине и најсеверније је насељено место на свету.

## Историја
Насеље је 1906. године основао амерички рударски магнат Џон Монро Лонгјер по којем је и насеље добило име што на норвешком језику значи "Лонгјеров град", он је на овом подручју отворио прве руднике. Насеље је за време Другог светског рата 1943. било срушено од стране Немаца али је убрзо по завршетку рата обновљено. До почетка деведесетих година 20. века главна делатност у насељу је било рударство односно ископавање угља.
Данас Лонгјербијен нуди широку понуду активности и установа па се у њему налазе затворени базени, спортске дворане, трговине, црква, три хотела, сувенирница, итд. Године 1993. у насељу је отворен и универзитетски центар.

## Географија
Лонгјербијен је најсеверније насеље на свету до кога се може доћи без икаквих проблема будући да се у његовој околини налази аеродром, до кога се може доћи редовним летовима из норвешких градова Осла и Тромса. Пошто је смештен северно од Арктичког круга, у Лонгјербијену од 20. априла до 23. августа траје поларни дан док је од 26. октобра до 15. фебруара у току поларна ноћ.

## Транспорт
Главни аеродром на Свалбарду је Аеродром Свалбард.

## Занимљивости
У Лонгјербијену је законом забрањено умирање. Разлог доношења ове одлуке је заштита осталих становника. Давне 1950. године откривено је да се тела која су сахрањена на градском гробљу не распадају због тога што је тло стално смрзнуто, а као резултат тога вируси у лешевима могу да преживе и постоји ризик од будућих зараза. Том приликом су се узроком заразе сматрала тела дивљих животиња која су се налазила у смрзнутом тлу које се приликом наглог пораста температуре отопило. Тада је једна особа умрла, а још 90 је завршило у болници. Такође, откривено је да се вирус шпанског грипа још налази у телима људи који су умрли почетком века, а последња особа заражена том болешћу у овом норвешком граду умрла је 1917. године. Ако се догоди да особа оболи и болест дође до терминалне фазе, особа мора да оде из града и да смрт дочека на неком другом месту. Ако се ипак догоди да изненада особа умре, тело бива хитно отпремљено и не постоји могућност обављање сахране у самом граду. Ово важи за све особе како за туристе тако и за особе које су цео живот провеле у граду.

## Галерија
- Поглед на град са обале
- Главна улица у граду
- Локална црква
- Аеродром
- Меморијална плоча оснивача Лонгјира Џона Мунроа Лонгјера
- Поглед на Лонгјербијен пре лавине 2015. године
- Поглед на град из ваздуха